# Wollastonite
La wollastonite è un metasilicato di calcio, caratteristico dei calcari metamorfici, appartiene alla famiglia dei pirossenoidi, deriva il suo nome dal chimico inglese William Hyde Wollaston (1766-1828).
Il polimorfo 1A è stabile a temperature inferiori a 1150 °C, ed è triclino. Il polimorfo wollastonite-1A è considerato una specie di minerale valida, gli altri vanno considerati come varietà. La formula cristallochimica, che esplica l'unità-periodo della struttura, può essere espressa come Ca(Si3O9)0.33 o, preferibilmente, come Ca3(Si3O9).

## Nomenclatura
Il metasilicato di calcio, CaSiO3, si presenta in natura in tre forme: la pseudowollastonite (β-CaSiO3), forma stabile ad alte temperature, triclina e pseudo-ortorombica presente solo nelle rocce piro-metamorfiche. La wollastonite-1A, triclina e la wollastonite-2M, monoclina appartengono entrambe alla forma stabile a bassa temperatura, (α-CaSiO3). La denominazione dei politipi della wollastonite è stata uniformata nel 1993: il numero corrisponde rappresenta la periodicità degli strati, la lettera rappresenta l'iniziale del sistema cristallino secondo le convenzioni dell'International Union of Crystallography. che nello specifico attestano la wollastonite-1A (Anorthic, sinonimo di Triclino) contro le precedenti denominazioni wollastonite-Tc, wollastonite-T.

## Struttura
Rientra nella categoria dei pirossenoidi, consistenti in lunghe catene aventi come unità di ripetizione tre tetraedri uniti per un vertice. La struttura risulta come una "catena che ruota su se stessa" e , per questo motivo, si differenzia dai pirosseni.

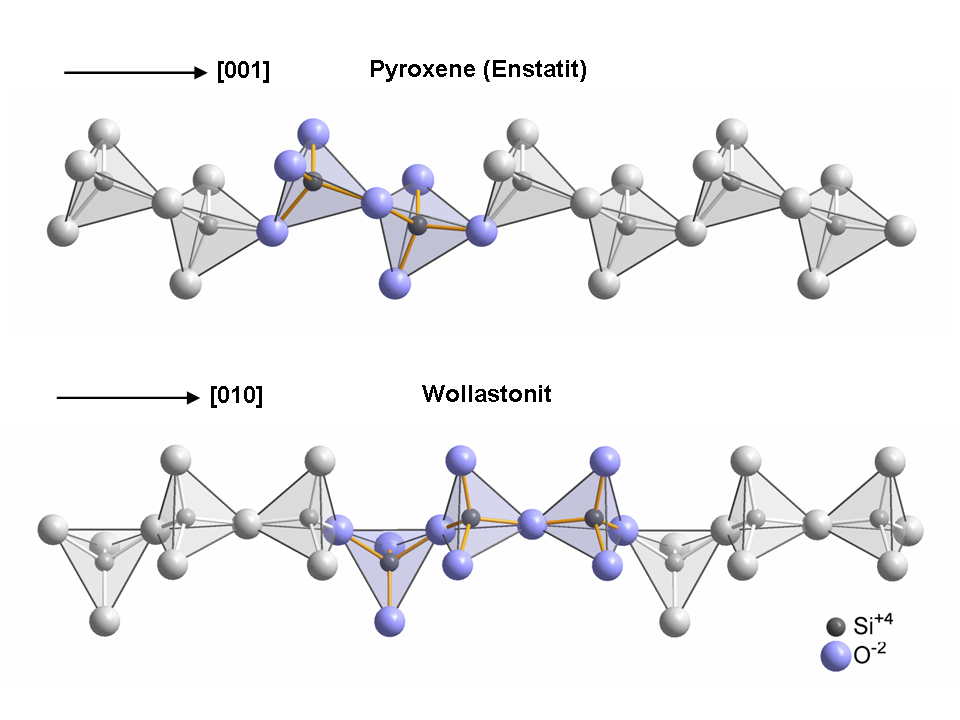
Confronto fra la catena dei pirosseni con quella della wollastonite (sotto).

## Abito cristallino
Aciculare o prismatico, cristalli lunghi fino a 20 cm.
Massivo, radiale.

## Origine e giacitura
La wollastonite si forma in ambienti metamorfici sia ignei che coinvolgano rocce carbonatiche. giacimenti significanti si rinvengono in depositi di skarn sottoposti a metamorfismo idrotermale nel contesto di deformazioni tettoniche regionali o metamorfismo dell'aureola di contatto di un'intrusione granitica.
la reazione è:
{\displaystyle {\ce {SiO2 + CaCO3 -> CaSiO3 + CO2}}}
La wollastonite può anche cristallizzare direttamente da un magma carbonatico.
Il minerale si forma come minerale di contatto associata a grossularia, diopside, ecc. nei calcefiri è un minerale caratteristico dei calcari metamorfici per contatto e non raro nei proietti vulcanici del Vesuvio.

## Forma in cui si presenta in natura
In cristalli comunemente in cristalli raggiati, mentre sono rari i cristalli distinti ben terminati.

## Varietà
Esistono numerosi politipi della wollastonite:
- Wollastonite-1A
- Wollastonite-2M
- Wollastonite-3A-4A-5A-7A

## Proprietà chimico fisiche
- Decomposta dagli acidi con separazione di gel di silice[1].
- Peso specifico: 116,16 gm[2]
- Indice di fermioni: 0,01[2]
- Indice di bosoni: 0,99[2]
- Fotoelettricità: 5.15 barn/elettrone[2]
- Massima birifrangenza: δ = 0.015[3]
- Dispersione: {\displaystyle r>v} denole[3]